# Jasper County (Iowa)
Das Jasper County ist ein County im US-amerikanischen Bundesstaat Iowa. Im Jahr 2020 hatte das County 37.813 Einwohner und eine Bevölkerungsdichte von 20 Einwohnern pro Quadratkilometer. Der Verwaltungssitz (County Seat) ist Newton, benannt nach Sergeant John Newton, einem Helden im amerikanischen Unabhängigkeitskrieg.
Das Jasper County ist Bestandteil der Metropolregion um die Stadt Des Moines.

## Geografie
Das County liegt etwas südöstlich des geografischen Zentrums von Iowa und hat eine Fläche von 1898 Quadratkilometern, wovon acht Quadratkilometer Wasserfläche sind.
Von Nordost nach Südwest wird das Jasper County von den beiden Quellflüssen des Skunk River durchflossen, einem rechten Nebenfluss des Mississippi.
Das Jasper County grenzt an folgende Nachbarcountys:
| Story County | Marshall County | Tama County      |
| Polk County  |                 | Poweshiek County |
|              | Marion County   | Mahaska County   |

## Geschichte
Das Jasper County wurde am 13. Januar 1846 aus ehemaligen Teilen des Mahaska County gebildet. Benannt wurde es nach Sergeant William Jasper (um 1750–1779), der im amerikanischen Unabhängigkeitskrieg fiel.

## Bevölkerung
Nach der Volkszählung im Jahr 2010 lebten im Jasper County 36.842 Menschen in 14.826 Haushalten. Die Bevölkerungsdichte betrug 19,5 Einwohner pro Quadratkilometer. In den 14.826 Haushalten lebten statistisch je 2,34 Personen.
Ethnisch betrachtet setzte sich die Bevölkerung zusammen aus 96,5 Prozent Weißen, 1,7 Prozent Afroamerikanern, 0,4 Prozent amerikanischen Ureinwohnern, 0,5 Prozent Asiaten sowie aus anderen ethnischen Gruppen; 1,0 Prozent stammten von zwei oder mehr Ethnien ab. Unabhängig von der ethnischen Zugehörigkeit waren 1,7 Prozent der Bevölkerung spanischer oder lateinamerikanischer Abstammung.
22,4 Prozent der Bevölkerung waren unter 18 Jahre alt, 59,8 Prozent waren zwischen 18 und 64 und 17,8 Prozent waren 65 Jahre oder älter. 49,2 Prozent der Bevölkerung waren weiblich.
Das jährliche Durchschnittseinkommen eines Haushalts lag bei 50.513 USD. Das Pro-Kopf-Einkommen betrug 24.905 USD. 11,8 Prozent der Einwohner lebten unterhalb der Armutsgrenze.

## Ortschaften
Citys
| Ort            | Einwohner 2010 | Einwohner 2013 | Einwohner 2020 |
| -------------- | -------------- | -------------- | -------------- |
| Newton         | 15.254         | 15.136         | 15.760         |
| Mitchellville1 | 2254           | 2256           | 2485           |
| Colfax         | 2093           | 2059           | 2255           |
| Monroe         | 1830           | 1823           | 1967           |
| Prairie City   | 1680           | 1685           | 1700           |
| Baxter         | 1101           | 1089           | 962            |
| Sully          | 821            | 821            | 881            |
| Kellogg        | 599            | 591            | 606            |
| Lynnville      | 379            | 380            | 380            |
| Mingo          | 302            | 301            | 302            |
| Lambs Grove    | 172            | 171            | 174            |
| Oakland Acres  | 156            | 156            |                |
| Reasnor        | 152            | 152            | 152            |
| Valeria        | 57             | 57             | 39             |

1 – überwiegend im Polk County

Unincorporated Communities
| - Amboy - Galesburg - Goddard - Green Castle | - Ira - Killduff - Rushville - Vandalia |

## Gliederung
Das Jasper County ist in 19 Townships eingeteilt:
| Township               | Einwohner (2010) | FIPS     |
| ---------------------- | ---------------- | -------- |
| Buena Vista Township   | 635              | 19-90381 |
| Clear Creek Township   | 381              | 19-90711 |
| Des Moines Township    | 2212             | 19-90975 |
| Elk Creek Township     | 473              | 19-91182 |
| Fairview Township      | 2446             | 19-91293 |
| Hickory Grove Township | 292              | 19-91920 |
| Independence Township  | 1684             | 19-92022 |
| Kellogg Township       | 1114             | 19-92301 |
| Lynn Grove Township    | 1650             | 19-92736 |
| Malaka Township        | 313              | 19-92802 |

| Township               | Einwohner (2010) | FIPS     |
| ---------------------- | ---------------- | -------- |
| Mariposa Township      | 252              | 19-92871 |
| Mound Prairie Township | 626              | 19-93033 |
| Newton Township        | 15.576           | 19-93102 |
| Palo Alto Township     | 3598             | 19-93267 |
| Poweshiek Township     | 1149             | 19-93471 |
| Richland Township      | 360              | 19-93597 |
| Rock Creek Township    | 961              | 19-93672 |
| Sherman Township       | 406              | 19-93861 |
| Washington Township    | 2714             | 19-94512 |